# 明星真人秀
《明星真人秀》（英語：My Star Family) 是马来西亚八度空间和555 Film制作首部2024年真人秀的贺岁电视剧。此剧由陈子颖、庄群施、萧心韵、萧孝杰、刘家成、邓绣金、曾宏挥、韩伊婷、李一、梁书造领衔主演、并于2024年1月23日至2024年2月7日在八度空间、YouTube（连续播2集）与Tonton同步播出、共10集。

## 播出时间

### 首播
| 频道     | 所在地   | 播放日期         | 播出时间                            | 备注                                       |
| -------- | -------- | ---------------- | ----------------------------------- | ------------------------------------------ |
| 八度空间 | 马来西亚 | 2024年1月23日    | 原创最霸 每逢星期一至四 21:00-22:00 | 首播电视剧1小时版本（一集播出）            |
| YouTube  | 全球     | 官方网络播放平台 | 更新全集已重温剧集（连续播2集）     | 只上线2集而已                              |
| Tonton   | 马来西亚 | 2024年1月23日    | 首播更新1集，重温剧集               | 第1和2集免费重温，其他集数需付费才重温剧集 |

### 重播
| 频道     | 所在地   | 播放日期       | 播出时间                            | 备注 |
| -------- | -------- | -------------- | ----------------------------------- | ---- |
| 八度空间 | 马来西亚 | 2024年12月18日 | 原创最霸 每逢星期一至四 21:00-22:00 | 重播 |

## 故事概要
成长于平凡家庭的Keira林玉冰（陈子颖 饰演）不甘于平凡而离家勇于追梦，最终成功成为一名家喻户晓的大明星，甚至获得了海外“最佳女演员”的提名。电视台眼见Keira热度颇高，于是趁热替她策划一档回老家过年的真人秀节目。然而，面对浮夸直销女王的大妹（庄群施 饰演）、凶悍小妹（萧心韵 饰演）、奇葩夫妻的大弟（萧孝杰 饰演）和弟媳（邓绣金 饰演）、还有怪咖家人爸爸（曾宏辉 饰演）、妈妈（韩伊婷 饰演）、外公（李一 饰演）、外婆（梁书造 饰演），Keira不想让这些怪咖家人暴露于大众，于是在镜头面前与他们斗智斗勇，也因此闹出不少笑话。原打算掩盖家人怪癖的Keira，却在这趟回乡之旅与家人和解，才发现原来家才是她最温暖的避风港...

## 演员表

### 主要演员
| 演员   | 角色   | 介绍 |
| 陈子颖 | 林玉冰 | Keira 林进财、陈月梅之长女 林玉雪、林勇聪、林玉明之大姐 Wilson之初恋女朋友 從小負責照顧弟妹和做家務的大姐，自小夢想成為明星，卻遭到家人反對，她因此決定離家靠自己拼摶圓夢。多年來在外嘗盡人情冷暖，越發想念家裏的一切。 |
| 庄群施 | 林玉雪 | 大妹 林进财、陈月梅之次女 林玉冰之大妹 林勇聪、林玉明之二姐 性格浮誇，愛耍小聰明和走捷徑。在大專時因作弊被迫休學，後接觸到直銷，迷信快速致富，還自稱為“直銷達人”，但實際上所賺的錢僅夠維持日常開銷。                    |
| 萧孝杰 | 林勇聪 | 大弟 林进财、陈月梅之长子 林玉冰、林玉雪之弟弟 林玉明之哥哥 阿曼达之丈夫 家裏唯一的兒子，自小被父母溺愛，過著依賴父母供給的生活。盡管被視為“媽寶男”，但他為人善良，而且非常疼愛老婆。                                   |
| 邓绣金 | 阿曼达 | Amanda 弟媳 小毛毛虫 泰国人 林勇聪之妻子 林进财、陈月梅之媳妇 |
| 萧心韵 | 林玉明 | 小妹 林进财、陈月梅之幼女 林玉冰、林玉雪、林勇聪之妹妹 她是父母的意外之喜，卻常常覺得自己多餘，一直努力學習以證明自己的價值。                                                                                           |
| 曾宏辉 | 林进财 | 爸爸 陈月梅之丈夫 林玉冰、林玉雪、林勇聪、林玉明之爸爸 |
| 韩伊婷 | 陈月梅 | 妈妈 林进财之妻子 林玉冰、林玉雪、林勇聪、林玉明之妈妈 |
| 刘家成 | Wilson | Wilson 林玉冰之初恋男友 西瓜娛樂的CEO，也是Keira的初戀，兩人從初中開始交往，後來為了不影響Keira追夢而分手。除了家人之外，沒有人知道他們的關繫。                                                                         |
| 李一   | 外公   | 外公 陈月梅之爸爸 林玉冰、林玉雪、林勇聪、林玉明之外公 |
| 梁书造 | 外婆   | 外婆 陈月梅之妈妈 林玉冰、林玉雪、林勇聪、林玉明之外婆 |

### 其他演员
| 演员     | 角色         | 介绍                                              |
| 陈贝珊   | 小姨         | 小姨 陈月梅之大姐                                 |
| 杨碧莲   | 陈太太       | 陈太太 邻居家人                                   |
| 黄淑英   | 清嫂         | 清嫂 家人                                         |
| 梁玉妹   | 丽春阿姨     | 丽春阿姨 家人                                     |
| 李浚齐   | 阿古         | 阿古 好人                                         |
| 刘嘉兴   | 阿力         | 阿力 好人                                         |
| 卓仪翔   | Desmond      | Desmond 新郎好朋友                                |
| 杨忆瑶   | Elynn        | Elynn 新娘好朋友                                  |
| 李来嬉   | Theresa      | Theresa 好朋友                                    |
| 徐玉萍   | 陈太         | 陈太 家人                                         |
| 石亿     | 小康         | 小康 家人                                         |
| 陈旻炜   | Simon        | Simon 家人                                        |
| 大颖     | 闺蜜         | 闺蜜 拿汀 林玉冰之好朋友                          |
| 黄拨龙   | 大脚伦       | 大脚伦 好朋友                                     |
| 小玉     | 真姐         | 真姐 林玉冰之电视台经纪人                         |
| 蔡子洋   | Paul哥       | Paul哥 电视台节目组制作人                         |
| 和淑仪   | 粉丝         | 粉丝 林玉冰之粉丝                                 |
| 刘慧敏   | 粉丝         | 粉丝 林玉冰之粉丝                                 |
| 蔡明浚   | 记者         | 新闻记者 红绿蓝新闻资讯记者                       |
| 赖振翔   | 记者         | 新闻记者 红绿蓝新闻资讯记者                       |
| 陈思延   | 记者         | 新闻记者 红绿蓝新闻资讯记者                       |
| 胡如愿   | 记者         | 新闻记者 红绿蓝新闻资讯记者                       |
| 刘泳良   | 记者         | 新闻记者 红绿蓝新闻资讯记者                       |
| 沈怡芳   | 记者         | 新闻记者 红绿蓝新闻资讯记者                       |
| 朱健琳   | 记者         | 新闻记者 红绿蓝新闻资讯记者                       |
| 钟正道   | 记者         | 新闻记者 红绿蓝新闻资讯记者                       |
| 黄丹鸿   | 记者         | 新闻记者 红绿蓝新闻资讯记者                       |
| 曹骏杰   | 记者         | 新闻记者 红绿蓝新闻资讯记者                       |
| 叶杏僡   | 记者         | 新闻记者 红绿蓝新闻资讯记者                       |
| 周以洁   | 记者         | 新闻记者 红绿蓝新闻资讯记者                       |
| 梁永权   | 记者         | 新闻记者 红绿蓝新闻资讯记者                       |
| 高志森   | 记者         | 新闻记者 红绿蓝新闻资讯记者                       |
| 叶芮仪   | 记者         | 新闻记者 红绿蓝新闻资讯记者                       |
| 吴思慧   | 记者         | 新闻记者 红绿蓝新闻资讯记者                       |
| 许振文   | 记者         | 新闻记者 红绿蓝新闻资讯记者                       |
| 杨佩佩   | 记者         | 新闻记者 红绿蓝新闻资讯记者                       |
| 苏嘉仪   | 记者         | 新闻记者 红绿蓝新闻资讯记者                       |
| 吴韦菱   | 电视台记者   | 电视台记者 电视台新闻记者                         |
| 黄丹鸿   | 摄影师       | 电视台摄影师 电视台节目组摄影师                   |
| 谢志顺   | 节目组导演   | 电视台节目组导演 《明星真人秀》节目导演           |
| 林剑铭   | 试镜工作人员 | 电视台试镜工作人员 《明星真人秀》节目试镜工作人员 |
| Terrence | 节目组       | 电视台节目组 《明星真人秀》节目组                 |
| 張玉枨   | 节目组       | 电视台节目组 《明星真人秀》节目组                 |
| 陈文彬   | 节目组       | 电视台节目组 《明星真人秀》节目组                 |
| 朱雪晴   | 节目组       | 电视台节目组 《明星真人秀》节目组                 |
| 邹嘉倩   | 节目组       | 电视台节目组 《明星真人秀》节目组                 |
| 张湸民   | 节目组       | 电视台节目组 《明星真人秀》节目组                 |
| 林生捷   | 主持人       | 电视台主持人 电视台节目组主持人                   |

## 赞助
| 頻道     | 節目名稱   | 冠名贊助廠商 | 開始日期      | 結束日期     |
| 八度空间 | 明星真人秀 | Sharp        | 2024年1月23日 | 2024年2月7日 |

## 电视剧原声带
| 《明星真人秀》电视剧原声带 | 《明星真人秀》电视剧原声带 | 《明星真人秀》电视剧原声带 | 《明星真人秀》电视剧原声带 | 《明星真人秀》电视剧原声带 | 《明星真人秀》电视剧原声带 | 《明星真人秀》电视剧原声带     | 《明星真人秀》电视剧原声带 |
| 曲序                       | 曲目                       |                            | 作曲                       | 编曲                       | 製作人                     | 演唱                           | 时长                       |
| -------------------------- | -------------------------- | -------------------------- | -------------------------- | -------------------------- | -------------------------- | ------------------------------ | -------------------------- |
| 1.                         | 一家齐团圆 （主题曲）      | Lydia 周慧娜 / 马嘉轩      | 吴其蓂、傅政豪             | 陈欣桦 / Ida Liew          | 陈彦珲 @ OOTB Music        | 陈子颖、庄群施、萧孝杰、萧心韵 | 2:13                       |

## 收视率
- 根据Nielsen Audience Measurement（英语：Nielsen ratings）调查结果，《明星真人秀》在第1集就破53点，约76万华裔观众同步观赏。
- 根据Nielsen Audience Measurement（英语：Nielsen ratings）调查结果，《明星真人秀》在第10集就破57点，约200万华裔观众同步观赏。

## 制作
- 此劇在2023年10月20日正式開鏡拍攝。于2023年11月25日已彩蛋拍攝与杀青完与結束。
- 此剧为555 Film制作的电视剧。

## 轶事
- 此剧于2024年1月23日晚上9点在八度空间频道首播。
- 爸爸一角原由张咏华饰演，于2023年9月27日因其于开拍前爬山猝死而改为由曾宏辉饰演。[8][9]
- 主演庄群施于2023年11月28日拍摄時因腦動脈瘤破裂而急逝，本劇也成為庄群施的遺作。[10][11]
- 已故女星庄群施遗作《明星真人秀》，日前释出最新预告片，惹哭不少网友，但是内藏逗趣彩蛋，随即让网友破涕为笑。 [12]
- 大马已故女星庄群施主演的遗作《明星真人秀》日前播出最新一集，她在剧中演技大爆发飙泪，让观众也跟着看哭了，剧中演员邓绣金和萧孝杰也发文大赞和悼念庄群施。[13]
- 此剧在续作《明星真人秀2》相关首部贺岁电视剧播出。
- 此剧于2024年12月18日晚上9点在八度空间频道重播。

## 电视节目的变迁
- 关于马来西亚华语电视剧列表、参见首要媒体劇集列表。

| 马来西亚 八度空间 原创最霸 星期一至四 21:00 - 22:00        | 马来西亚 八度空间 原创最霸 星期一至四 21:00 - 22:00 | 马来西亚 八度空间 原创最霸 星期一至四 21:00 - 22:00  |
| ---------------------------------------------------------- | --------------------------------------------------- | ---------------------------------------------------- |
|                                                            | 明星真人秀 （2024年1月23日－2024年2月7日） 13       |                                                      |
| 长相思 (第一季) （2023年11月14日－2024年1月22日） 亚洲精选 | 乐游原 (2024年2月8日-2024年4月23日) 亚洲精选        |                                                      |
| 原创最霸（重播）星期一至四 21:00 - 20:00                   |                                                     |                                                      |
| 度华年 (2024年10月9日—2024年12月17日) 亚洲精选             | 明星真人秀 （2024年12月18日－2025年1月2日） 重播    | 明星真人秀2 （2025年1月6日－2025年1月21日） 原创最霸 |

## 注明
- Youtube 《明星真人秀》在线观看
- Tonton （页面存档备份，存于） 《明星真人秀》更新在线重温节目